# Barrett M82
Das Barrett M82 (genannt „Barrett light fifty“) ist ein Anti-Materiel Rifle des US-amerikanischen Herstellers Barrett Firearms Manufacturing, Inc.

## Geschichte
Den ersten Prototyp des Gewehrs im Kaliber 12,7 × 99 mm NATO baute Barrett 1982, was die Bezeichnung M82 erklärt. In den Anfangsjahren des Unternehmens wurden nur wenige Exemplare für den zivilen Markt hergestellt. Das änderte sich, als 1989 die schwedische Armee 100 Gewehre kaufte. Kurze Zeit später bestellten die US-Streitkräfte eine größere Menge M82 in Vorbereitung der Operation Desert Storm als Special Applications Scoped Rifle (SASR). Momentan wird das M82 von über 30 Staaten militärisch genutzt; unter anderem wurde das Gewehr bei der Bundeswehr als G82 im Rahmen des Programms „Infanterist der Zukunft“ eingeführt und ist mittlerweile fester Bestandteil der Ausrüstung der Bundeswehrscharfschützen. Die deutsche Variante unterscheidet sich vom Standardgewehr durch ein neues Zielfernrohr von Zeiss mit sechs- bis vierundzwanzigfacher Vergrößerung. In der Version G82A1 wurden das Gewicht durch die Verwendung von Titan und Aluminium um 2,5 kg reduziert sowie drei weitere Picatinny-Schienen auf dem Gehäuse angebracht.
Die starke Patrone führte zur Mythenbildung um das Gewehr, dem oft eine verheerende Zerstörungskraft nachgesagt wird. Tatsächlich ist die Wirkung im Ziel munitionsabhängig.
Hauptsächlich wird das M82A1 gegen leicht gepanzerte Fahrzeuge, Fluggeräte und andere Materialziele wie Radarantennen, Raketenstellungen sowie zur Beseitigung von Blindgängern eingesetzt. Ein weiteres Aufgabengebiet ist die Bekämpfung gegnerischer Scharfschützen, da das Gewehr eine große effektive Reichweite besitzt und auch durch Hindernisse wirksam ist.

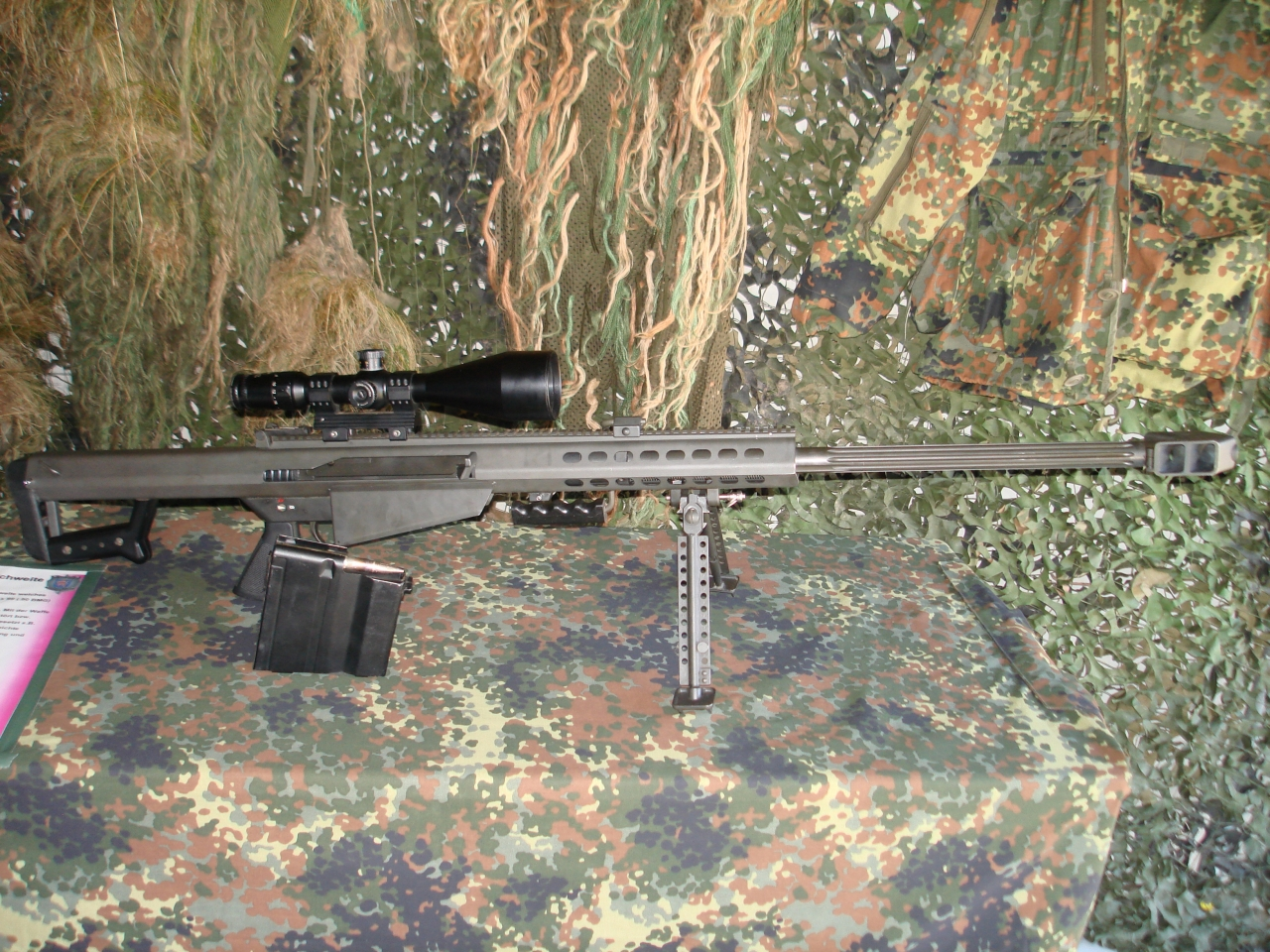
G82 der Bundeswehr

1987 wurde eine Bullpup-Version des M82, genannt M82A2, zur Bekämpfung von beweglichen Zielen entwickelt. Das Gewehr konnte mangels Zweibein nur von der Schulter aus abgefeuert werden und besaß zur besseren Handhabung ein zweites Griffstück. Der kommerzielle Erfolg blieb aus und die Produktion wurde eingestellt.
Eine neuere Version ist das M82A3, das sich vom M82A1 hauptsächlich durch eine Picatinny-Schiene unterscheidet, welche die Aufnahme unterschiedlicher Zieloptiken ermöglicht. Barrett führt die militärische Version inzwischen als M107 (ehemals auch M82A1M) im Sortiment, wobei sich über den Namen hinaus baulich nichts verändert hat.
Zurzeit befinden sich verschiedene Waffen auf Basis des M82A1 in Entwicklung. Bereits 2002 stellte Barrett das XM109 vor, das bei einem auf 447 mm Länge verkürzten Lauf Granaten des Kalibers 25 × 59 mm verschießt. Eine weitere Neuentwicklung stellt das 2006 vorgestellte XM500 dar, das ebenfalls über den kurzen Lauf verfügt, allerdings weiterhin das bekannte Kaliber 12,7 × 99 mm NATO benutzt.

## Technik
Das M82A1 ist ein Rückstoßlader mit kurz zurückgleitendem Lauf und Drehkopfverschluss. Nach dem Schuss bewegen sich Verschluss und Lauf gemeinsam zurück, dabei dreht sich der Verschlusskopf, bis die drei Verriegelungswarzen ihre Aussparungen verlassen haben. Ist der Lauf entriegelt, bewegt er sich wieder nach vorne, während der Verschluss weiter zurückläuft, die Hülse auswirft und bei der Vorwärtsbewegung die nächste Patrone zuführt.

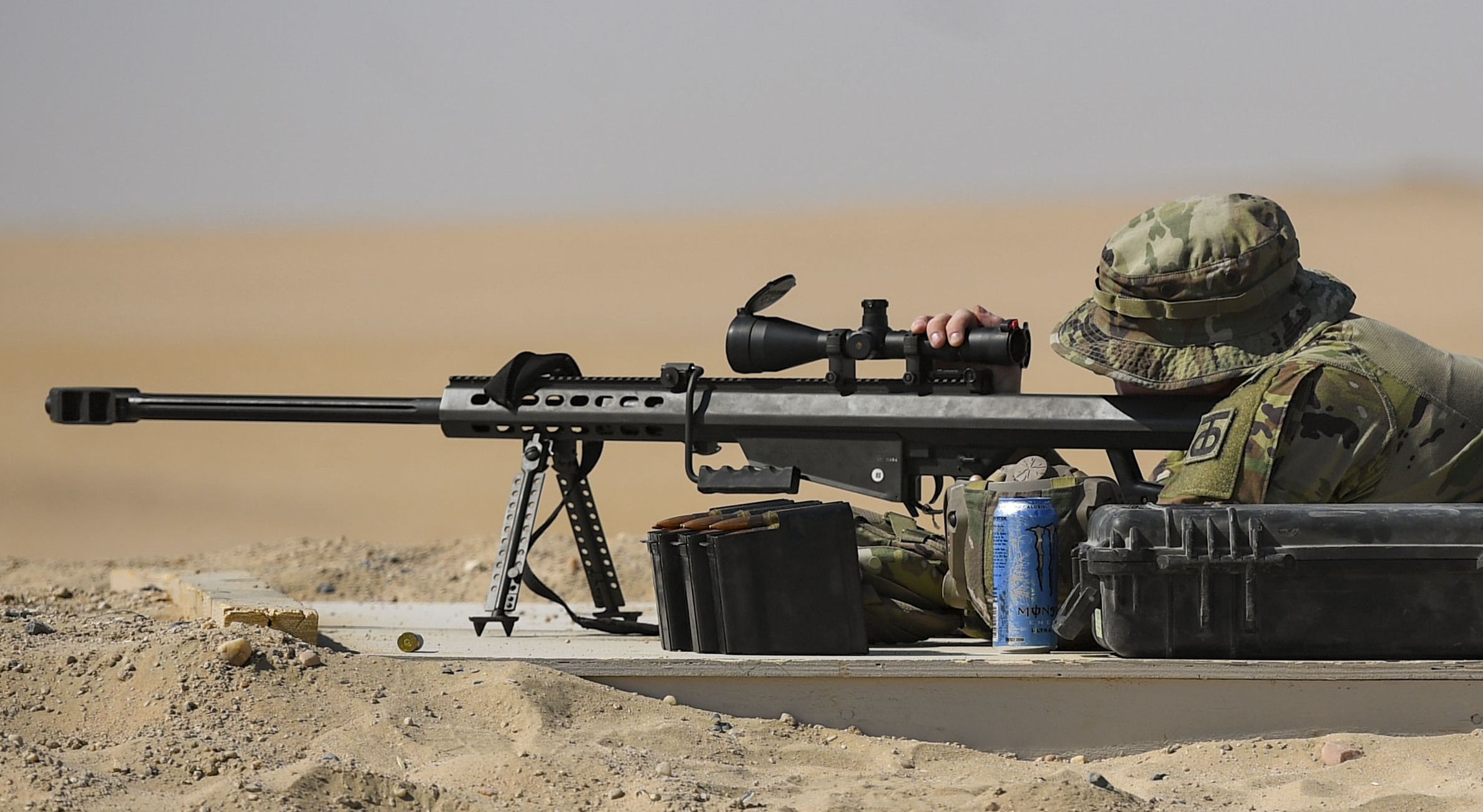
US-Soldat beim Training in Kuwait (2020) mit einem M82A1

Der Lauf ist kanneliert und erfüllt zwei Aufgaben: Er ermöglicht den Entriegelungsvorgang und schluckt einen Teil des Rückstoßimpulses. Letzteres wird größtenteils jedoch von der effektiven Mündungsbremse übernommen, die den Rückstoß laut Herstellerangaben um 70 % reduziert. Allerdings können die umgeleiteten Pulvergase Staub und Schmutz aufwirbeln und so die Position des Schützen verraten. Weiterhin bewegt sich der Lauf bei der Schussabgabe etwa 25 mm nach hinten und nimmt so ebenfalls einen Teil des Rückstoßes auf.
Die Abzugseinrichtung ist hahnlos. Das Schlagstück wird durch den Verschluss während dessen Vorwärtsbewegung gespannt.
Der aus geprägtem Stahlblech hergestellte Systemkasten besteht aus zwei Teilen und wird durch Querstifte zusammengehalten. Oben sind ein Tragegriff und ein Zielfernrohr angebracht. Sollte dieses beschädigt werden, kann der Schütze ein Notvisier benutzen. Unten befindet sich ein verstellbares Zweibein. Die Munition wird über ein Kastenmagazin mit einem Fassungsvermögen von zehn Patronen zugeführt.

## Munition
- Weichkerngeschoss
- Hartkerngeschoss (panzerbrechend)
- Panzerbrand
- Raufoss Mk 211 Multifunktionsmunition (Panzerbrechend, Explosiv, Brandmunition)
- Leuchtspurmunition
- Manöverpatrone

## Verwendung (Auswahl)

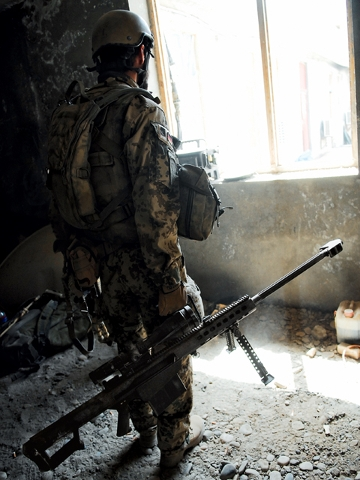
Bundeswehrsoldat mit G82 in der afghanischen Provinz Kundus

Weitere Benutzer neben den Streitkräften der Vereinigten Staaten von Amerika:
- Deutschland – Bundeswehr als G82 und G82A1[4]
- Österreich – das Jagdkommando des Bundesheeres benutzt das M82[5]Barrett M82 des österreichischen Bundesheeres

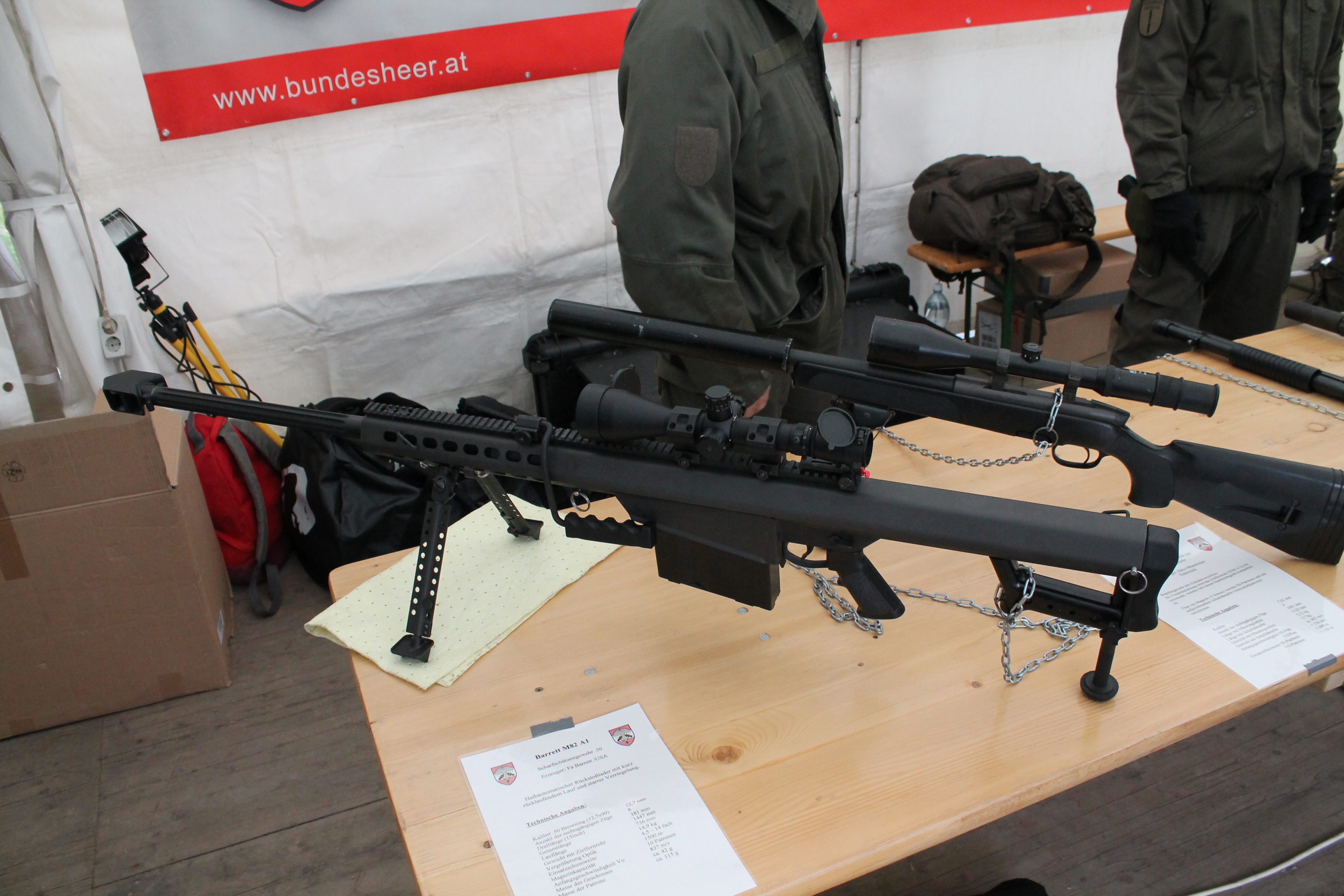
Barrett M82 des österreichischen Bundesheeres

- Tschechien – die Streitkräfte der Tschechischen Republik benutzen das M82A1[6]
- Indien – die Spezialeinheit der Mumbai Police verwendet das M107[7]
- Malaysia – diverse malaysische Spezialeinheiten[8]

Während des Nordirlandkonflikts operierten im Süden des Countys Armagh die South Armagh Snipers der Provisional IRA, die sich Gewehre des Typs M82 und M90 von Sympathisanten aus den USA verschafften. Damit töteten sie bis 1997 neun britische Sicherheitskräfte.

## Weiteste Tötungsentfernung
2012 erzielte ein Soldat der australischen Spezialeinheiten in Afghanistan mit einem Barrett M82 einen tödlichen Schuss über eine Distanz von 2815 m. Die Schüsse zählen als nicht offiziell bestätigt, da die australische Armee derartige Auskünfte – im Gegensatz zu anderen Streitkräften – nicht erteilt.